# Boma-Nationalpark
Der Boma-Nationalpark liegt im Bundesstaat Jonglei im Osten des Südsudan nahe der äthiopischen Grenze. Er wurde 1979 als Nationalpark deklariert und 1981 auf einer Fläche von 22.800 km² (nach IUCN 20.000 km²) festgelegt. Der Boma-Nationalpark ist zusammen mit dem Badingilo-Nationalpark ein Teil des Ökosystems Boma-Badingilo Migratory Landscape. Der Park liegt auf einer Höhe von 400 bis 1100 m. Der Jahresniederschlag nimmt von 1200 mm im Norden auf 600 mm im Süden ab.

## Geografie und Biodiversität
Der nächste größere Ort ist Pibor Post im Nordwesten des Parks. Zwei Drittel der Fläche ist im Westen ebenes Grasland an den Ausläufern des Sudd, beziehungsweise den Quell- und Nebenflüssen des Pibor, das während der Regenzeit von April bis Dezember teilweise überschwemmt werden kann. Das Gebiet ist von vielen Flüssen durchzogen. Die sich ostwärts bis zur äthiopischen Grenze anschließenden einzelnen Berge sind von lichtem Wald bedeckt. Es wachsen Sträucher von Combretum und Feigenarten.
Der Park wurde ursprünglich für eine Antilopenart, die Weißohr-Moorantilope (Kobus leucotis) eingerichtet; des Weiteren für den Tiang (Damaliscus tiang), eine Art der Leierantilope, und für Büffel, Mongalla-Gazellen, Elefanten und Leoparden. Außerdem kommen hier Giraffen, Zebras, Spießböcke und Kuhantilopen vor. Es gibt auch Raubtiere, beispielsweise Geparden. 2008 wurde im Boma-Nationalpark die höchste Artenvielfalt an Säugetieren innerhalb Sudans festgestellt.

## Politische Situation
Der Park wurde im sudanesischen Bürgerkrieg als Kampfgebiet einbezogen. Seit Südsudan im Zuge des Friedensabkommens mit Khartum 2005 sich selbst verwaltet ist unklar, in welcher Form der Boma-Nationalpark wiederhergestellt wird. Zahlreiche Tiere sind während des Bürgerkriegs nach Äthiopien geflüchtet, andere dienten als Nahrung. Negative Auswirkungen auf den Park haben eine jede Überwachung erschwerende fehlende Infrastruktur, durch den Bürgerkrieg vertriebene Binnenflüchtlinge, die sich teilweise im Park ansiedeln, Holzfäller auf der Suche nach dem seit Jahrzehnten knappen Rohstoff und Jäger, die mit Kriegswaffen ausgerüstet sind. Ähnlich bedroht ist auch der wenig nördlich auf äthiopischer Seite gelegene Gambela-Nationalpark. Eine Erschließung für den Tourismus ist noch nicht in Aussicht.
Im Juli 2008 wurde ein Vertrag zwischen Al Ain National Wildlife, einer Firma der Vereinigten Arabischen Emirate und dem Ministry of Wildlife des Südsudan über ein 1,68 Millionen Hektar großes Tourismusprojekt innerhalb des Boma Nationalparks beschlossen. Al Ain begann 2009 mit den Bauarbeiten, bis August 2011 wurden unter anderem eine Landebahn und mehrere Gästehäuser fertiggestellt. Die Bewohner der Region wurden bei den Verhandlungen und der Entwicklung des Projektes nicht miteinbezogen. 10.000 bis 15.000 Menschen sollen für die Umsetzung des Tourismusprojektes umgesiedelt werden.